# Petr Michl
Petr Michl (* 3. listopadu 1970 Opočno) je bývalý český běžec na lyžích, který závodil v letech 1995–2006.
Startoval na Zimních olympijských hrách 1998, 2002 a 2006, jeho nejlepším individuálním výsledkem je 17. místo ze závodu na 50 km volným způsobem v Naganu 1998. V Salt Lake City 2002 pomohl českému týmu k sedmému místu v závodě štafet. Zúčastnil se také světových šampionátů v letech 1997, 1999, 2001, 2003 a 2005, nejlépe byl šestnáctý na 50 km volně na MS 2003.
V roce 2022 pracoval jako trenér v klubu Wikov Ski Skuhrov nad Bělou.